# Volání svobody
Volání svobody (v anglickém originále Cry Freedom) je koprodukční dramatický film z roku 1987. Režisérem filmu je Richard Attenborough. Hlavní role ve filmu ztvárnili Denzel Washington, Juanita Waterman, Kevin Kline, Penelope Wilton a Kevin McNally.

## Ocenění
Denzel Washington byl za svou roli ve filmu nominován na Oscara a Zlatý glóbus. Film získal ocenění BAFTA za nejlepší zvuk. Film byl dále nominován na dva Oscary (nejlepší píseň a hudba), tři Zlaté glóby (nejlepší film-drama, režie a hudba) a šest cen BAFTA (nejlepší herec ve vedlejší roli, kamera, režie, střih, film a hudba).

## Obsazení
| Denzel Washington | Stephen Biko |
| Juanita Waterman  | Ntsiki Biko  |
| Kevin Kline       | Donald Woods |
| Penelope Wilton   | Wendy Woods  |
| Kevin McNally     | Ken          |
| Timothy West      | de Wet       |
| John Hargreaves   | Bruce Haigh  |
| Miles Anderson    | Lemick       |
| John Thaw         | Jimmy Kruger |